# اهتزاز المبادرة المحورية
اهتزاز المبادرة المحورية هي إحدى نظريات علم الفلك التي عفا عليها الزمن الآن، يشير إلى التذبذب الافتراضي في المبادرة المحورية. كانت النظرية شائعة من القرن التاسع في فترة العصر الذهبي للإسلام إلى القرن السادس عشر في فترة عصر النهضة الأوروبي.

## الأصل
يأتي أصل نظرية اهتزاز المبادرة المحورية من كتاب ثيون الإسكندري التعليقات الصغيرة على الجداول اليدوية في القرن الرابع الميلادي. ففي حالة المبادرة (المداورة)، يبدو أن الاعتدالات الشمسية تتحرك ببطء خلال مسار الشمس، لتكمل ثورة في حوالي 25800 سنة (وفقًا لعلماء الفلك الحديثين). يذكر ثيون أن بعض المنجمين القدامى (غير مُسمَّين) اعتقدوا أن الحركة، بدلًا من أن تكون حركة ثابتة الاتجاه لا نهاية لها، تقوم بعكس الاتجاه كل 640 سنة. تتحرك الاعتدالات، في هذه النظرية، عبر مسار الشمس بمعدل درجة واحدة في 80 عامًا على مدى 8 درجات، وبعد ذلك يعكسون الاتجاه فجأةً ثم تعود إلى نفس الدرجات الثمانية. وصف ثيون هذه النظرية في كتابه، لكنه لم يكتب أي نص تأييدي لها.

## العصر الذهبي للإسلام
تم تبني نسخة أكثر تعقيدًا من هذه النظرية في القرن التاسع لشرح الاختلاف الذي اعتقد علماء الفلك الإسلاميون خطأً أنه يؤثر على معدل المبادرة (المداورة). وُصِفَت هذه النسخة من اهتزاز المبادرة المحورية في كتاب في حركة الكرة الثامنة (باللاتينية: De motu octavae sphaerae)، وهي ترجمة لاتينية لأصل عربي مفقود. يُنسب الكتاب إلى عالم الفلك العربي ثابت بن قرة، لكن هذا النموذج يُنسب أيضًا إلى ابن الآدمي وإلى حفيد ثابت إبراهيم بن سنان. في نموذج اهتزاز المبادرة المحورية هذا، يُضاف التذبذب إلى الاعتدالات أثناء تحركها. حدث التذبذب على مدى 7000 عام، مضافًا إلى المجال الثامن (أو التاسع) للنظام البطلمي. استُخدم نموذج اهتزاز المبادرة المحورية الخاص بثابت في الزيج الألفنسي، التي خصصت فترة 49000 سنة لحركة المبادرة (المداورة). سيطر هذا الإصدار من نظرية المبادرة المحورية على علم الفلك اللاتيني في أواخر العصور الوسطى.

## عصر النهضة الأوروبي
لقد وصف علماء الفلك الإسلاميون نماذج أخرى من نظرية المبادرة المحورية. أما في الغرب، كان بديل في حركة الكرة الثامنة (باللاتينية: De motu octavae sphaerae) جزءًا من نظرية حركة الأرض التي نشرها نيكولاس كوبرنيكوس في كتابه في دورات الكواكب السماوية (1543). جَمَعَت نسخة كوبرنيكوس من نظرية اهتزاز المبادرة المحورية بين تذبذب الاعتدالات (المعروفة الآن بأنها حركة زائفة) مع تغيير في ميل مسار الشمس (الميل المحوري)، المعترف به اليوم حركةً حقيقيةً لمحور الأرض.

## علم الفلك الهندوسي
كانت نظرية اهتزاز المبادرة المحورية، من سمات علم الفلك الهندوسي أيضًا، وكان يُستخدم لحساب مكون الحركة [الإنجليزية] لتحويل خطوط الطول النجمية إلى الاستوائية. يقدم الفصل الثالث من الكتاب الهندسي سرياسيدانتا (بالإنجليزية: Suryasiddhanta)، في البيتان 9-10، طريقة حسابها، والتي يفسرها ي. بورغيس على أنها المبادرة (المداورة) من 27 درجة، في أي من الاتجاهين على مدار فترة كاملة تبلغ 7200 عام، بمعدل سنوي قدره 54 ثانية. وهذا هو تقريبًا نفس الفترة العربية للنظرية، وهي حوالي 7000 سنة. كان التاريخ الصفري وفقًا لكتاب سرياسيدانتا (بالإنجليزية: Suryasiddhanta) هو 499 بعد الميلاد، وبعد ذلك تتقدم المبادرة (المداورة) في نفس اتجاه حركة الاعتدال الحديثة. بالنسبة للفترة التي سبقت عام 1301 قبل الميلاد، ستكون المبادرة (المداورة) من كتاب سرياسيدانتا (بالإنجليزية: Suryasiddhanta) معاكسًا في الإشارة إلى بداية الاعتدال. بالنسبة للفترة من 1301 قبل الميلاد إلى 2299 م، ستكون المبادرة (المداورة) للاعتدال والمبادرة (المداورة) لكتاب سرياسيدانتا (بالإنجليزية: Suryasiddhanta) نفس الاتجاه والإشارة، ولكنهما سيختلفان في الحجم. يصف براهما سيدانتا (Brahma Siddhanta)، وسوما سيدانتا (Soma Siddhanta)، ونارادا بورانا (Narada Purana) بالضبط نفس النظرية وحجم المبادرة (المداورة) كما في كتاب سرياسيدانتا (بالإنجليزية: Suryasiddhanta)، كماقدَّم بعض البورانس الآخرين إشارات موجزة إلى السبق مثل إسب فايو بورانو (esp Vayu purana) وماتسيا بورانو (Matsya Purana).